# Желовижі
Желовижі (рос. Желовижи) — село в Ферзиковському районі Калузької області Російської Федерації.
Населення становить 3 особи. Входить до складу муніципального утворення Присілок Сугоново.

## Історія
Від 2004 року входить до складу муніципального утворення Присілок Сугоново

## Населення
| 2002 | 2010 | 2011 |
| ---- | ---- | ---- |
| 4    | ↗5   | ↘3   |